# Brad Goreski
Brad Goreski
Brad Goreski,,, né le 15 août 1977 à Port Perry, Ontario est un styliste de mode et une personnalité de la télévision. En 2015, il rejoint Fashion Police en tant que nouveau co-animateur.

## Biographie

### Jeunesse
Son intérêt pour la mode a commencé à l'âge de 12 ans, lorsqu'il a acheté son premier Vogue. Après avoir déménagé à Los Angeles depuis le Canada, il a étudié l'histoire de l'art à l'Université de Californie du Sud, puis a reçu des stages dans les magazines Vogue et W à New York. Après avoir obtenu son diplôme, Goresk a été embauché comme assistant de la côte ouest chez Vogue.
Originaire de Port Perry, il partage désormais[évasif] son temps entre Los Angeles et New York, où il vit avec son mari, Gary Janetti et leur chien, Penelope. Goreski, est connu pour sa façon élégante de s'habiller, y compris souvent des nœuds papillons et des costumes lumineux dans ses vêtements de jour

### Carrière
Ses clients incluent Jessica Alba, Demi Moore, Christina Ricci, Rashida Jones, Kaley Cuoco et Minka Kelly. Il était aussi la star de It's a Brad, Brad World, le docudrama Bravo sur sa vie et sa carrière.
En 2012, Goreski a publié ses mémoires, Born to be Brad, et a également été nommé styliste de la marque exclusive pour Kate Spade NY. En outre, Goreski contribue fréquemment au travail éditorial de divers magazines, notamment InStyle, Details, BlackBook et LA Confidential. En 2014, Goreski a été nommé nouveau co-animateur de Fashion Police sur le E! Réseau.

## Publication
- (en) Born To Be Brad: My Life and Style, So Far, New York, NY: It Books, 2012, 262 p. (ISBN 0062125370, présentation en ligne)[10]

## Filmographie
- 2008 : The Rachel Zoe Project
- 2012 : It's brad, Brad World
- 2012 : Miss Universe 2012
- 2013 : Family Guy
- 2014 : The Comeback
- 2015 : Fashion Police
- 2015 : 'Project Runway: All Stars
- 2017 : 2 Broke Girls
- Depuis 2021 : Canada’s Drag Race